# Mariä Unbefleckte Empfängnis (Kaimling)

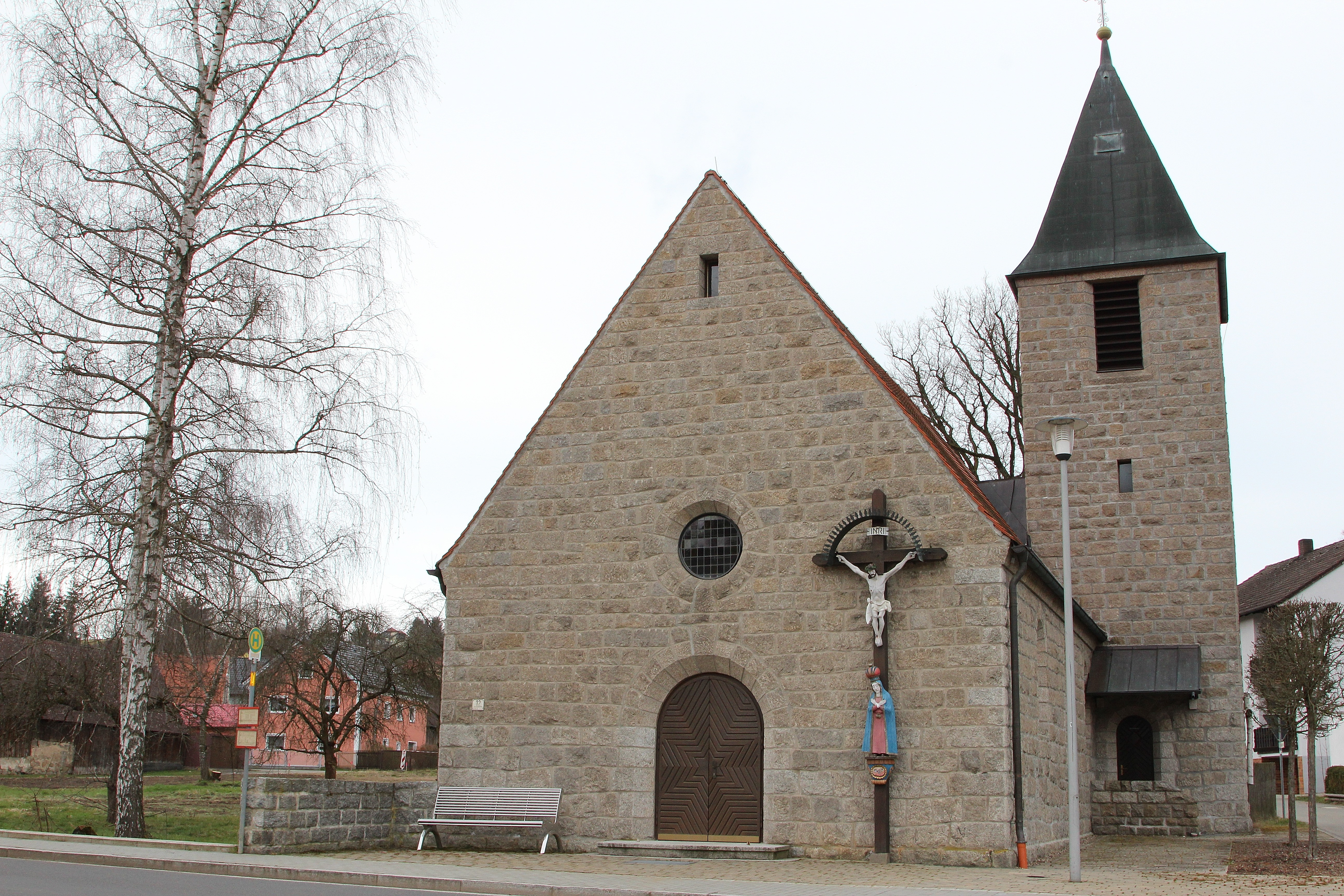
Kirche Mariä Unbefleckte Empfängnis in Kaimling

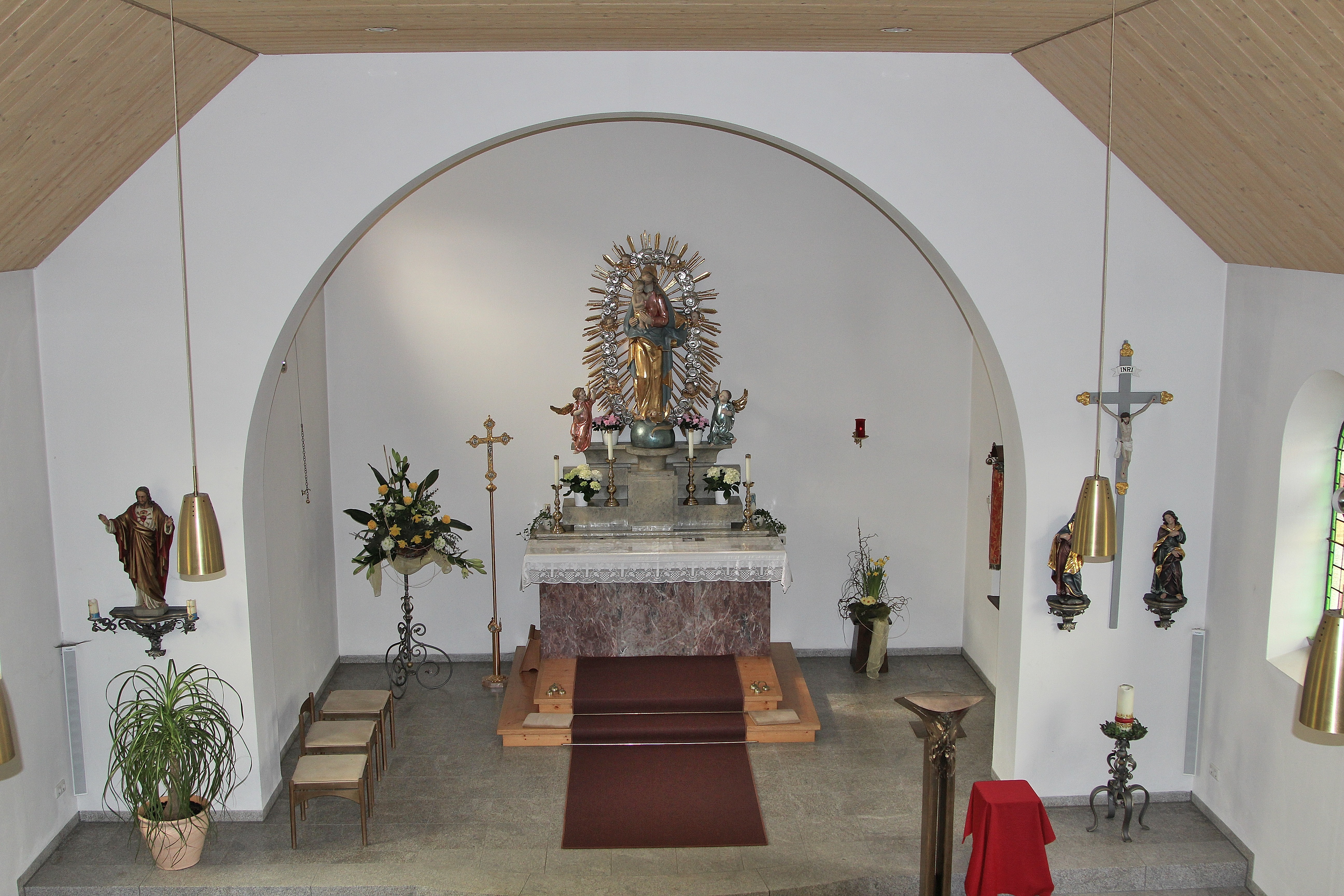
Altarraum der Kirche Mariä Unbefleckte Empfängnis in Kaimling

Die römisch-katholische Filialkirche Mariä Unbefleckte Empfängnis befindet sich in dem Ortsteil Kaimling (Ecke Irchenriether Straße – Schweglerweg) der Oberpfälzer Stadt Vohenstrauß.

## Geschichte
Obwohl die Wurzeln der Ortschaft vermutlich bis in das 10. Jahrhundert zurückreichen, findet sich kein Hinweis auf eine Kirche oder Kapelle. Kaimling gehörte früher zur 3 km entfernten Pfarrei Michldorf und jetzt zur etwa 2 km entfernten Pfarrei Roggenstein. An der Stelle der heutigen Kirche befand sich eine schindelgedeckte „hölzerne Dorfkapelle mit zierlichem, schindelgedeckten Glockenturm“. Während des Zweiten Weltkriegs wurden die beiden Glocken abgenommen und in der Folge verfiel der Turm.
1950 wurde unter tätiger Mithilfe der Dorfbewohner mit dem Bau einer steinernen Kapelle begonnen. Der Grundstein konnte am 16. Juli 1950 gelegt werden. Als Architekt wurde Heinz Meckler aus Weiden gewonnen, die Bauleitung hatte Franz Xaver Wittmann aus Vohenstrauß übernommen. Durch Hand- und Spanndienste konnten bis zum Dezember 1950 der Rohbau erstellt und die Turmspitze aufgesetzt werden. Die Innenausstattung erfolgte in den beiden folgenden Jahren. Am 7. September 1952 konnte die Kirche durch Pfarrer Friedrich Kreuzer eingeweiht werden.

## Gebäude
Die Kirche ist ein rechteckiges Gebäude, das an der Nordseite beiderseits etwas verengt ist. An der Nordostseite schließt sich der gedrungene und mit einem Zeltdach gedeckte Turm an. In ihm sind zwei Glocken aufgehängt; 1978 wurde ein elektrisches Geläute eingebaut. Im unteren Innenraum des Turmes befindet sich die Sakristei. Das Kirchenportal liegt an der Südseite. An der Außenseite wurde auch ein Kruzifix mit einer darunter stehenden Mutter Gottes angebracht.

## Innenausstattung
In der Kirche sind zwei bunte Rundfenster, eines über dem Kirchenportal, das andere über dem Altar. An den Seiten sind bemalte Bogenfenster, die den Heiligen Wendelin, Erhard, Georg, Margareta, Mutter Anna und Paulus gewidmet sind.
Das Schnitzwerk über dem Altar wurde von Hans Rösch aus Weiden gefertigt und stellt Maria in einem Strahlenkranz mit dem Jesuskind dar. Zu Füßen dieser Gruppe stehen zwei Putten. Auf der Empore steht ein Harmonium, hier ist auch Platz für einen Kirchenchor.
2018 wurde die Dorfsanierung abgeschlossen und der Kirchplatz neu gestaltet, bei der Einweihungsfeier 2019 soll auch eine Nepomuk-Statue geweiht werden.